# Coskinon
Coskinon es un género de foraminífero bentónico de la familia Coskinolinidae, de la superfamilia Coskinolinoidea, del suborden Orbitolinina y del orden Loftusiida. Su especie tipo es Coskinolina (Coskinon) rajkae. Su rango cronoestratigráfico abarca desde el Selandiense (Paleoceno medio) hasta el Luteciense (Eoceno medio).

## Discusión
Clasificaciones previas incluían Coskinon en la superfamilia Ataxophragmioidea, así como en el suborden Textulariina del orden Textulariida o en el orden Lituolida.

## Clasificación
Coskinon incluye a la siguiente especie:
- Coskinon rajkae